# Chauliodus barbatus
Chauliodus barbatus es una especie de pez de la familia Stomiidae en el orden de los Stomiiformes.

## Morfología
• Los machos pueden llegar alcanzar los 19,8 cm de longitud total.

## Hábitat
Es un pez de mar y de aguas profundas que vive en profundidades de 600 - 2.500

## Distribución geográfica
Se encuentra en Chile.